# Racaj
Rracaj en albanais et Racaj en serbe latin (en serbe cyrillique : Рацај) est une localité du Kosovo située dans la commune/municipalité de Gjakovë/Đakovica, district de Gjakovë/Đakovica (Kosovo) ou de Pejë/Peć (Serbie). Selon le recensement kosovar de 2011, elle compte 195 habitants, dont une majorité d'Albanais.

## Histoire
Sur le territoire du village se trouve une église médiévale proposée pour une inscription sur la liste des monuments culturels du Kosovo.
Dans le village, la tour-résidence de Salih Rama, qui date du XIXe siècle, est elle aussi proposée pour une inscription kosovare.

## Démographie

### Évolution historique de la population dans la localité
| 1948 | 1953 | 1961 | 1971 | 1981 | 1991 | 2011 |
| ---- | ---- | ---- | ---- | ---- | ---- | ---- |
| 226  | 248  | 261  | 300  | 457  | 606  | 195  |

|  |